# Hiraga Genshin
Hiraga Genshin (平賀源信; - 1536) was een Japanse samoerai uit de Sengoku-periode en een vazal van de Takeda-clan. In 1536 werd hij te Un no Kuchi aangevallen door Takeda Nobutora. Uiteindelijk moesten de troepen van Nobutora zich terugtrekken. De zoon van Nobutora, Takeda Shingen, toen vijftien jaar oud en nog 'Takeda Harunobu' genoemd, verzamelde de troepen van de Takeda en leidde ze naar de overwinning. Hiraga kwam hierbij om. 